# Dmitri Fjodorowitsch Lossew
Dmitri Fjodorowitsch Lossew (russisch Дмитрий Фёдорович Лосев, bei der FIDE Dmitry Losev; * 12. Mai 1956 in Moskau; † 6. Juni 2023 in Mytischtschi) war ein sowjetischer bzw. russischer Schachspieler. Er erhielt 1997 den Titel Internationaler Meister.

## Schachliche Laufbahn
Lossew begann erst im Alter von etwa zwölf Jahren mit dem Schachspiel, erreichte jedoch schnell eine Spielstärke, die einem Elo-Niveau über 2000 entsprach. Mit 15 Jahren wurde er 1972 Zweiter der sowjetischen Jugendmeisterschaft hinter Alexander Kotschijew, nachdem er lange sogar in Führung gelegen hatte. Ein Jahr später belegte er den geteilten vierten Platz. Aufgrund dieser Erfolge wurde Lossew in die renommierte Botwinnik-Schachschule aufgenommen.
Dennoch erreichte er später keine größeren schachlichen Erfolge mehr. Als Ursache werden in der Literatur psychische Instabilität und mangelnder Anspruch an sich selbst vermutet.
Lossew startete bei lokalen Turnieren und Meisterschaften vorwiegend in seiner Heimatstadt Moskau, aber auch in anderen russischen Städten. Auslandsstarts absolvierte er in Belarus und der Ukraine.
Für die Mannschaft des gewerkschaftsnahen Sportverbandes Trud startete Lossew beim sowjetischen Mannschaftspokal 1974 und 1976 jeweils am vorgeschriebenen Juniorenbrett. Dabei erreichte er eine ausgeglichene Punktbilanz. Zu seinen Mannschaftskameraden gehörten u. a. der mehrfache WM-Kandidat Viktor Kortschnoi sowie die Weltklasse-Spielerinnen Walentina Koslowskaja und Ljudmila Saizewa.
Einzig herausragendes Einzelresultat in späteren Jahren blieb der Gewinn eines nationalen Turniers in Moskau 1996. Später nahm Lossew vor allem an offenen Turnieren und Seniorenwettkämpfen teil. Seine letzten Elo-gewerteten Partien stammen aus dem Frühjahr 2018. Inzwischen war seine Elo-Zahl unter 2000 gefallen.
1977 erhielt er den Titel Meister des Sports. 1997 verlieh ihm die FIDE den Titel eines Internationalen Meisters. Seine höchste Elo-Zahl erreichte er im Januar 1997 mit 2435 Punkten.

## Persönliches Leben
Über das persönliche Leben Lossews ist bekannt, dass er als Lagerist arbeitete. Er war verheiratet, die Ehe scheiterte jedoch.

## Rezeption
Da Lossew nicht zur allerersten Reihe der erfolgreichen sowjetischen Schachspieler gehörte und nicht im westlichen Ausland spielte, wurden seine Leistungen dort kaum wahrgenommen.
Die Mega-Database von Chessbase enthält knapp 500 Partien Lossews aus den Jahren 1972 bis 2016.
In Heft 7/2024 (Seite 72 bis 76) veröffentlichte die Zeitschrift Schach eine ausführliche Würdigung Lossews mit kurzer Biographie, Partien und Partiefragmenten. Autor des Beitrages ist Michael Prusikin.